# Феран Соле
Феран Соле Сала (шп. Ferrán Solé Sala; Ваљес Оксидентал, 25. август 1992) шпански је рукометаш и репрезентативац који тренутно игра за француског прволигаша Париз Сен Жермен на позицији десног крила.
Професионалну каријеру започео је 2011. године у Гранољерсу, одакле је 2016. године прешао у француски Феникс Тулуза. На лето 2020. прешао је у Париз Сен Жермен.
За сениорску репрезентацију Шпаније дебитовао је 2016. године, а раније је са јуниорима био првак Европе 2012. године. Са репрезентацијом Шпаније освојио злато на Европском првенству 2018. године у Хрватској гдје је изабран за најбоље десно крило турнира те је био најбољи шпански стрелац на турниру, и Европском првенству 2020.